# Conurbación Quillota-La Calera

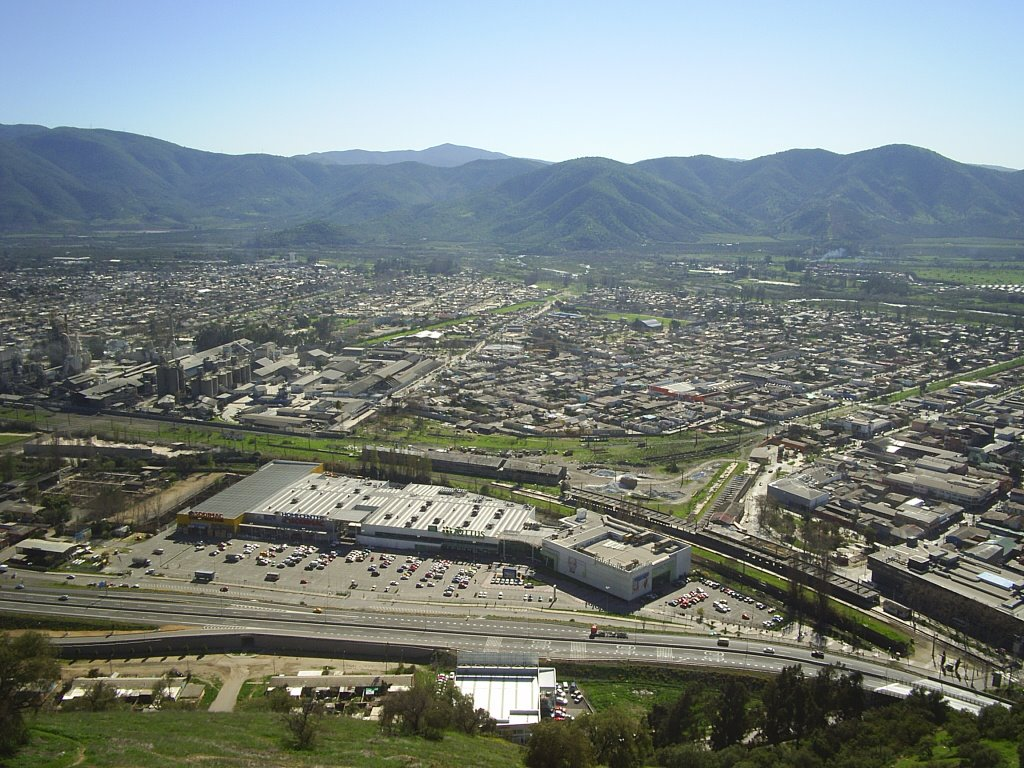
Vista panorámica de La Calera

La Conurbación Quillota-La Calera, también denominada Conurbación Quillota-La Calera-La Cruz o Gran Quillota, es una conurbación, ubicada en la provincia de Quillota, Región de Valparaíso, Chile. Es el principal centro urbano de los valles interiores y el segundo en la región superada solo por el área Metropolitana del Gran Valparaíso. 
Su conurbación se compone de las comunas de Quillota, La Calera y La Cruz las cuales se encuentran unidas urbanamente, sus principales vías de comunicación entre las tres comunas es el eje de las avenidas C. Condell, 21 de Mayo, Troncal, y Carrera que conectan a la ciudad en una sola gran avenida con distintos nombres dependiendo de cada comuna. La otra vía, y más importante, es la Autopista Los Andes que transcurre por las tres comunas con tres enlaces en Quillota, un enlace en La Cruz, y tres enlaces en La Calera. 
Esta área Urbana, es de las más recientes del país, debido principalmente al acelerado proceso de crecimiento habitacional de la comuna de La Cruz que en 15 años pasó de ser una comuna en su mayoría rural, a una mayoritariamente urbana, de acuerdo al incremento de su población en cerca de un 80 % entre el periodo del censo chileno de 2002 y el censo chileno de 2017. El crecimiento y urbanización de La Cruz permitió que esta última junto a Quillota y La Calera se pudieran unir urbanamente en una única gran ciudad.

## Demografía
Cifras Oficiales según los resultados del Censo 2017:
- Quillota 90.517 Hab.
- La Calera 50.554 Hab.
- La Cruz 22.098 Hab.
- Total: 163.169 Hab.